# Gàlag elegant septentrional
El gàlag elegant septentrional (Euoticus pallidus) és una de les dues espècies de primat de la família dels gàlags, que pertanyen als gàlags elegants (gènere Euoticus).

## Distribució i hàbitat
Viu al Camerun, Guinea Equatorial i Nigèria, i el seu hàbitat són els boscos secundaris i tropicals.

## Conservació
L'espècie està amenaçada per les empreses que es dediquen a la tala de boscos, ja que aquesta activitat els suposa una pèrdua d'hàbitat.

## Subespècies
Actualment hi 2 subespècies reconegudes:
- Euoticus pallidus pallidus
- Euoticus pallidus talboti